# Oecanthus henryi
Oecanthus henryi är en insektsart som beskrevs av Lucien Chopard 1936. Oecanthus henryi ingår i släktet Oecanthus och familjen syrsor. Inga underarter finns listade i Catalogue of Life.